# Stella (araldica)
Stella è un termine utilizzato per indicare una figura molto comune in araldica.
La stella simboleggia l'aspirazione a cose superiori o ad azioni sublimi. Quando è chiamata col nome di Lucifero simboleggia il luminoso avvenire che si desidera per la discendenza.
In Italia e Germania le stelle hanno di norma sei raggi, altrimenti si deve blasonarne il numero. Nell'araldica di Francia e Inghilterra sono ordinariamente di 5 punte. I francesi considerano anche la stella di soli quattro raggi.
Talora la stella è rappresentata radiante, cioè dotata di raggi acuti alternati a raggi ondeggianti, simili a quelli che si possono osservare nella rappresentazione del sole.
Una stella bianca, di cinque punte è il simbolo della Repubblica Italiana ed è posta al centro dell'ingranaggio che rappresenta lavoro ed industria.
In Toscana e in Lombardia la stella era contrassegno dei Guelfi, mentre in Romagna era portata dai Ghibellini.
In Francia il termine stella dei Baux indica la stella a 16 raggi. Si tratta del simbolo scelto dalla famiglia dei Baux, che asserivano di discendere dal re mago Baldassarre e in suo onore avevano assunto la stella della natività, illustrata proprio con 16 raggi.
Si trova anche, raramente, una stella costituita da sei raggi filiformi e ondulati nota, in latino, col termine stella anziché aster. È curioso notare che, col tempo, il termine latino stella sia poi passato a indicare la figura convenzionale di cinque raggi triangolari.
Nell'araldica continentale, quando i raggi della stella sono divisi a metà da una linea che definisce due aree diverse, viene descritta dall'attributo sfaccettata (in inglese "faceted"). Nell'araldica britannica questo attributo si può omettere dal momento che lo stile "sfaccettato" di una stella diventa solo una interpretazione grafica dell'artista araldico. 

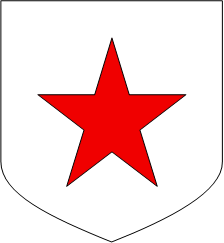
D'argento, alla stella di rosso (5)
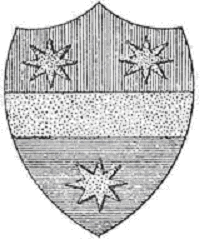
Interzato in fascia: il primo di rosso alle due stelle (8) d'oro; il secondo d'oro; il terzo d'azzurro alla stella (8) anch'essa d'oro
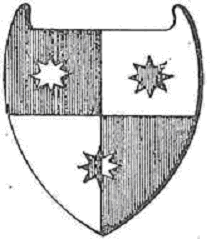
Inquartato di rosso e d'argento alle tre stelle (8), due poste in capo dell'uno nell'altro e una posta in punta dell'uno all'altro
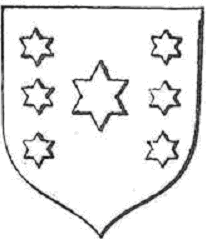
Sette stelle (6)
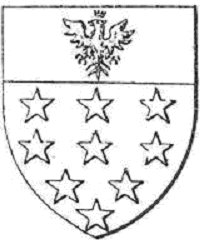
Nove stelle
Interzato in banda; il primo d'oro, il secondo d'azzurro alle tre stelle (6) d'oro, il terzo di rosso; al capo d'azzurro caricato di un drago d'oro, il tutto abbassato al capo dell'Impero (famiglia Ginanni)
Di rosso alla croce d'argento, accantonanta da una stella d'oro nel primo cantone (Chambéry, Francia)
D'argento alla fascia di rosso, caricata di una stella (6) d'oro (Bolzano)
Palato d'argento e d'azzurro, alla banda di rosso caricata di tre stelle d'oro poste in banda (Nuvilly, Svizzera)
Di rosso, alla spada d'argento, alla fascia d'azzurro, cucita, attraversante sul tutto, caricata di quattro stelle (4) anch'esse d'argento (Saulxures-lès-Bulgnéville, Francia)
D'azzurro, al delfino coricato d'argento, sormontato da una stella dei Baux d'oro, al capo dello stesso, a quattro pali di rosso (Ensuès-la-Redonne, Francia)
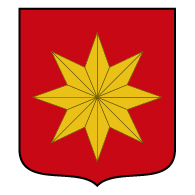
Di rosso, alla stella sfaccettata (8) d'oro.